# Provinz Lüttich
Die Provinz Lüttich (französisch Liège, niederländisch Luikⓘ) ist eine von fünf belgischen Provinzen der Region Wallonien. Im Westen grenzt sie an die Provinz Wallonisch-Brabant, im Süden an die Provinzen Namur und Luxemburg, außerdem an das Großherzogtum Luxemburg und an die deutschen Bundesländer Rheinland-Pfalz und Nordrhein-Westfalen im Osten, im Norden an die niederländische Provinz Limburg und die flämischen Provinzen Limburg und Flämisch-Brabant.
Die Provinz Lüttich umfasst 3862 km² mit etwa 1.090.000 Einwohnern; Hauptstadt ist Lüttich.
Der größte Teil der Provinz Lüttich gehört zum französischen Sprachgebiet und damit zum Gebiet der Französischen Gemeinschaft Belgiens. Der östlichste Teil der Provinz um die Städte Eupen und Sankt Vith gehört zum deutschen Sprachgebiet und bildet hier die Deutschsprachige Gemeinschaft Belgiens.
Im Vergleich mit dem Bruttoinlandsprodukt der Europäischen Union ausgedrückt in Kaufkraftstandards erreicht die Provinz im Jahr 2015 einen Index von 86 (EU-25: 100), deutlich niedriger als der belgische Durchschnitt von 119. Im Jahr 2017 betrug die Arbeitslosenquote 10,5 % und lag damit über dem Landesschnitt.

## Politische Gliederung
Die Provinz Lüttich gliedert sich in Bezirke (arrondissements) und Gemeinden.

### Bezirke
Die Provinz Lüttich ist in vier Bezirke untergliedert. Diese werden auf Französisch als arrondissements und auf Niederländisch als arrondissementen bezeichnet. Manchmal wird die Bezeichnung Arrondissement auch auf Deutsch verwendet, obwohl Bezirk der amtliche Begriff ist.
| Bezirk          | Gemeinden | Einwohner 1. Januar 2024 | Fläche km² | Dichte Einw./km² | NIS- Code |
| --------------- | --------- | ------------------------ | ---------- | ---------------- | --------- |
| Huy             | 17        | 115.830                  | 659,36     | 176              | 61000     |
| Lüttich         | 24        | 628.381                  | 796,87     | 789              | 62000     |
| Verviers        | 29        | 290.756                  | 2.016,22   | 144              | 63000     |
| Waremme         | 14        | 84.071                   | 389,87     | 216              | 64000     |
| Provinz Lüttich | 84        | 1.119.038                | 3.862,32   | 290              | 60000     |

### Gemeinden
Die Provinz umfasst insgesamt 84 Gemeinden (siehe Infobox für die Lage der Gemeinde in der Provinz):
1. Amay
2. Amel
3. Ans
4. Anthisnes
5. Aubel
6. Awans
7. Aywaille
8. Baelen
9. Bassenge
10. Berloz
11. Beyne-Heusay
12. Blégny
13. Braives
14. Büllingen
15. Burdinne
16. Burg-Reuland
17. Bütgenbach
18. Chaudfontaine
19. Clavier
20. Comblain-au-Pont
21. Crisnée
22. Dalhem
23. Dison
24. Donceel
25. Engis
26. Esneux
27. Eupen
28. Faimes
29. Ferrières
30. Fexhe-le-Haut-Clocher
31. Flémalle
32. Fléron
33. Geer
34. Grâce-Hollogne
35. Hamoir
36. Hannut
37. Héron
38. Herstal
39. Herve
40. Huy
41. Jalhay
42. Juprelle
43. Kelmis
44. Lüttich
45. Lierneux
46. Limbourg
47. Lincent
48. Lontzen
49. Malmedy
50. Marchin
51. Modave
52. Nandrin
53. Neupré
54. Olne
55. Oreye
56. Ouffet
57. Oupeye
58. Pepinster
59. Plombières
60. Raeren
61. Remicourt
62. Saint-Georges-sur-Meuse
63. Saint-Nicolas
64. Sankt Vith
65. Seraing
66. Soumagne
67. Spa
68. Sprimont
69. Stavelot
70. Stoumont
71. Theux
72. Thimister-Clermont
73. Tinlot
74. Trois-Ponts
75. Trooz
76. Verlaine
77. Verviers
78. Villers-le-Bouillet
79. Visé
80. Waimes
81. Wanze
82. Waremme
83. Wasseiges
84. Welkenraedt

## Politik

### Provinzrat
- PTB: 8
- PS: 14
- Ecolo: 4
- DéFI: 0
- LE: 12
- MR: 18
- FN: 0

Nach der Wahl kam es zu einer Koalition aus MR, PS und LE.
- MR: 18
- PS: 14
- LE: 12
- PTB: 8
- Ecolo: 4
- DéFI: 0
- FN: 0

- PTB: 16
- SP: 4
- PS: 115
- Ecolo: 47
- Vivant: 0
- DéFI: 0
- CSP: 7
- LE: 50
- MR: 92
- FN: 0
- Sonst.: 5